# Addison-Wesley
Addison-Wesley là một nhà xuất bản sách giáo khoa và tài liệu máy tính. Nó là một ấn hiệu của Savvas Learning Company, một công ty xuất bản và giáo dục toàn cầu. Ngoài việc xuất bản sách, Addison-Wesley còn phân phối các đầu sách kĩ thuật của họ thông qua dịch vụ tham khảo điện tử Safari Books Online. Phần lớn doanh số của Addison-Wesley đến từ Hoa Kỳ (55%) và Châu Âu (22%).
The Addison-Wesley Professional Imprint sản xuất nội dung gồm sách, sách điện tử, và video cho nhân viên công nghệ thông tin chuyên nghiệp như nhà phát triển, lập trình viên, nhà quản lý, nhà quản trị hệ thống. Các đầu sách cổ điển như The Art of Computer Programming, The C++ Programming Language, The Mythical Man-Month, và Design Patterns. Addison-Wesley Professional cúng là đối tác của Safari Books Online.

## Lịch sử
Melbourne Wesley Cummings và Lew Addison Cummings thành lập Addison-Wesley vào năm 1942, với cuốn sách đầu tiên được xuất bản tên là Mechanics của giáo sư Francis Weston Sears thuộc Viện Công nghệ Massachusetts. Cuốn sách điện tử đầu tiên là Programs for an Electronic Digital Computer, của Wilkes, Wheeler, và Gill.

## Sách đáng chú ý
- Addison-Wesley Secondary Math: An Integrated Approach: Focus on Algebra
- The Art of Computer Programming by Donald Knuth
- The Feynman Lectures on Physics by Richard Feynman, Robert B. Leighton, and Matthew Sands
- Concrete Mathematics: A Foundation For Computer Science by Ronald Graham, Donald Knuth, and Oren Patashnik
- Evolutionary Biology by Dr. Eli C. Minkoff
- Programming Pearls by Jon Bentley
- Design Patterns: Elements of Reusable Object-Oriented Software by Erich Gamma, Richard Helm, Ralph Johnson, and John Vlissides
- The C++ Programming Language by Bjarne Stroustrup
- Basics of Web Design: HTML5 & CSS3 by Terry A. Felke-Morris (Terry Ann Morris, Ed.D.)
- Hacker's Delight by Henry S. Warren, Jr.
- Exploratory Data Analysis by John W. Tukey, based on a course taught at Princeton.
- The Mythical Man-Month by Fred P. Brooks. Jr.
- Advanced Programming in the UNIX Environment and TCP/IP Illustrated by W. Richard Stevens
- Iron John: A Book About Men by Robert Bly
- Theory Z by William G. Ouchi
- Web Design & Development Foundations with HTML5 by Terry A. Felke-Morris (Terry Ann Morris, Ed.D.)